# 竹鼻朝日館
竹鼻朝日館（たけはなあさひかん）は、かつて岐阜県羽島市竹鼻町にあった映画館。1934年（昭和9年）に開館し、1971年（昭和46年）に閉館した。閉館時の名称は竹鼻朝日東映（たけはなあさひとうえい）。戦前・戦後を通じて竹鼻を代表する映画館とされる。

## 歴史

### 戦前
1934年（昭和9年）3月、羽島郡竹ヶ鼻町（現・羽島市）の上城町にある青果市場跡に朝日館（竹鼻朝日館）が開館した。開館時の所有者は井三商店の経営者である井上周吉であり、館主は藤野一夫だった。竹鼻大萬が施工を担当。木造2階建て（一部3階建て）、358席の劇場であり、2階席の一部は畳敷きだった。当時は無声映画（サイレント映画）の時代であり、極東映画や大都映画の作品を上映した。
1941年（昭和16年）には岐阜市の青雲館（現・ロイヤル劇場）に勤務していた伏屋義信が館主となった。1944年（昭和19年）には名古屋市の千種館の館主を務めていた篠田兼吉が館主となった。篠田は1917年（大正6年）に岐阜県の、1919年（大正8年）に愛知県の弁士資格（活動写真説明者免許証）を取得し、篠田晃洋という芸名で活動弁士を務めた。太平洋戦争の戦局が悪化して疎開の必要性があったことで、1944年（昭和19年）6月に岐阜県の興行主証明書を取得して竹鼻朝日館の館主となったのである。戦時中には戦時迷彩の意図で外壁にコールタールが塗られていた。

### 戦後
戦後の1948年（昭和23年）時点では東宝や松竹の作品を上映していた。1953年（昭和28年）に松竹作品『君の名は』を上映した際には立ち見が出るほどの大盛況だった。1958年（昭和33年）にはシネマスコープ設備を設置するために増改築を行い、朝日館から竹鼻朝日東映に改称した。この際に東映や東宝の作品の上映館となっている。篠田兼吉は竹鼻朝日東映のほかに、昭和30年代からは大映と松竹の作品を上映する八千代劇場の館主も兼任している。
竹鼻朝日東映では学校行事としての映画鑑賞も行われた。1964年（昭和39年）11月には篠田兼吉が67歳で死去し、娘の篠田千代子が後任の館主となったが、この際に八千代劇場は閉館させている。竹鼻朝日東映は1971年（昭和46年）に閉館し、建物は東映建設の事務所となった。

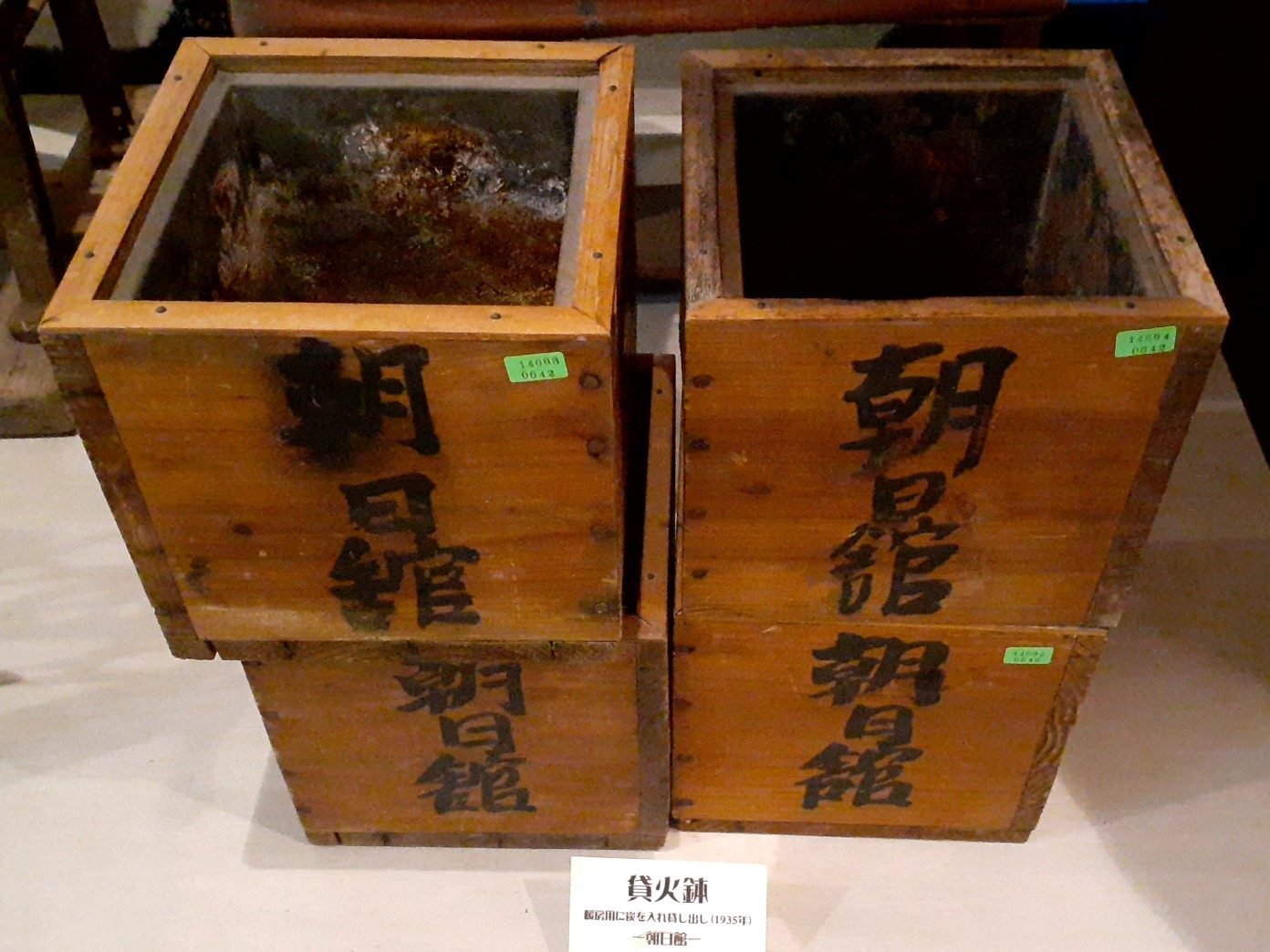
戦前の貸火鉢
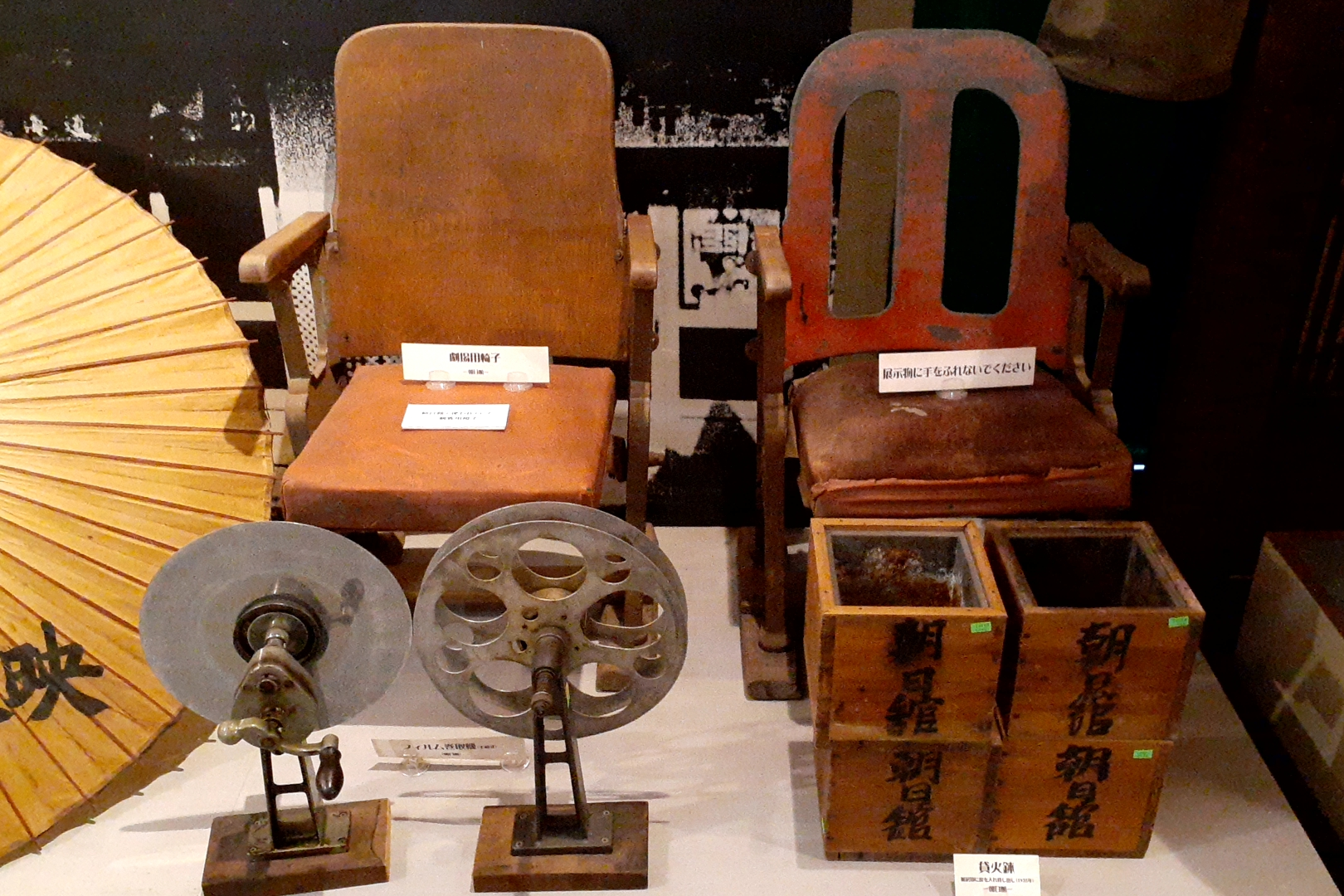
座席

### 閉館後の保存活動
建物を取り壊して駐車場にする可能性もあったが、1990年（平成2年）12月には戦前から戦後の映画ポスター、スチル写真、照明器具など資料約3000点が発見され、建物の保存運動の動きが芽生えた。1991年（平成3年）11月には市民有志によって「竹鼻朝日館を守る会」が設立され、建物の保存運動を開始した。保存活動の一環として、同年11月17日から12月1日まで竹鼻朝日館の建物で「なつかしの映画ポスター展」が開催された。
1992年（平成4年）に岐阜県土木部が発行した『美濃・飛騨歴史的建築物町並み』には、映画館としては唯一竹鼻朝日館が掲載された。羽島市は羽島市第三次総合計画の中に、竹鼻町の古い街並みを中心とする街づくりを盛り込み、竹鼻朝日館の保存に向けた検討を始めた。しかし、老朽化が進行した木造館を維持するためには多額の費用がかかることが判明した。羽島市は建物を取り壊したうえで別地点に復元する案を、「竹鼻朝日館を守る会」は建物を修復する案を主張し、双方の意見は折り合わなかった。

### 取り壊し後
1993年（平成5年）8月に建物が取り壊された。1996年（平成8年）2月には跡地に羽島市歴史民俗資料館・羽島市映画資料館が開館した。建物の南面は竹鼻朝日館の正面をモチーフとしており、西面は竹ヶ鼻城をモチーフとしている。

## 羽島市にあった映画館
- 松竹館 - 1923年開館。1934年閉館。
- 八千代劇場 - 1922年開館。1964年閉館。所在地は羽島市竹鼻町。
- 竹鼻朝日館 - 1934年開館。1971年閉館。所在地は羽島市竹鼻町上2624。
- 羽島劇場 - 1957年開館。1972年閉館。所在地は羽島市竹鼻町共栄町。